# Lista de municípios de Roraima por data de fundação
Lista dos municípios de Roraima em ordem decrescente, por ano de fundação.
| Posição | Município          | Fundação              |
| ------- | ------------------ | --------------------- |
| 1       | Boa Vista          | 9 de julho de 1890    |
| 2       | Caracaraí          | 28 de maio de 1955    |
| 3       | Alto Alegre        | 1 de julho de 1982    |
| 4       | Bonfim             | 1 de julho de 1982    |
| 5       | Normandia          | 1 de julho de 1982    |
| 6       | Mucajaí            | 1 de julho de 1982    |
| 7       | São João da Baliza | 1 de julho de 1982    |
| 8       | São Luís           | 1 de julho de 1982    |
| 9       | Iracema            | 4 de novembro de 1994 |
| 10      | Amajari            | 17 de outubro de 1995 |
| 11      | Cantá              | 17 de outubro de 1995 |
| 12      | Pacaraima          | 17 de outubro de 1995 |
| 13      | Rorainópolis       | 17 de Outubro de 1995 |
| 14      | Uiramutã           | 17 de Outubro de 1995 |
| 15      | Caroebe            | 1997                  |